# Новый (Томпонский район)
Но́вый (якут. Новай) — село в Томпонском районе Республики Саха (Якутия) России. Административный центр Ынгинского наслега.

## География
Село находится в восточной части Якутии, в пределах Центральноякутской низменности, на берегу озера Ынга в долине реки Алдан, на расстоянии примерно 10 км к югу от административного центра района — посёлка Хандыга.
Климат
Климат характеризуется как резко континентальный. Абсолютный минимум температуры воздуха самого холодного месяца составляет −58… −60 °C; абсолютный максимум самого тёплого месяца — 30 — 35 °C..

## История
Село основано в 1963 году. Согласно Закону Республики Саха (Якутия) от 30 ноября 2004 года N 173-З N 353-III село возглавило образованное муниципальное образование Ынгинский наслег.

## Население
| 2002 | 2010 | 2021 |
| ---- | ---- | ---- |
| 294  | ↘292 | ↘280 |

Национальный состав
Согласно результатам переписи 2002 года, в национальной структуре населения якуты составляли 70 % от общей численности в 294 чел.

## Улицы
| - ул. Молодёжная, - ул. Набережная, | - ул. Первомайская, - ул. Центральная. |

## Экономика
Развито молочное скотоводство, свиноводство, птицеводство, овощеводство, картофелеводство.

## Инфраструктура
Функционируют отделение почты 678726 (ул. Молодёжная 21), МБОУ «Ынгинская СОШ» (ул. Центральная 8), пристань, учреждения здравоохранения и торговли.

## Транспорт
В село можно добраться водным транспортом и по зимнику.